# Johannes Reinhardt

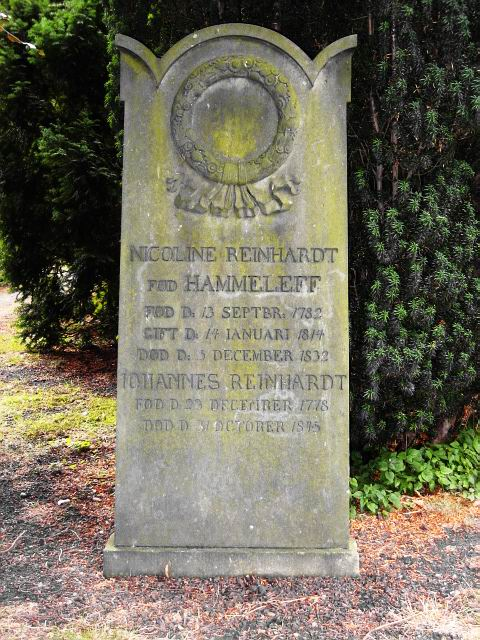
Johannes Reinhardts gravsten

Johannes Christopher Hagemann Reinhardt, född 23 december 1778 i Rendalen i södra Norge, död 31 oktober 1845 i Köpenhamn, var en dansk zoolog, far till Johannes Theodor och Mathilde Reinhardt. 
Reinhardt kom till Köpenhamn 1792 och skrevs in som student där året efter. Han återvände hem efter de första två examinationerna och ägnade sig åt att studera växter och djur. År 1796 var han tillbaka i Köpenhamn för att läsa teologi men hans intresse drogs mot naturvetenskap. Han blev elev till botanikern och zoologen Martin Vahl med vars hjälp han 1801–1806 kunde vistas utomlands. 
Han studerade först mineralogi vid gruvakademin i Freiberg, och därefter i huvudsak zoologi och anatomi i Göttingen och Paris. Han lockades sedan åter till Köpenhamn genom en anställning vid Kongelige naturhistoriske Musæum, senare (1829) som administrerande inspektör. Från 1814 var han ordinarie professor vid universitetet. Reinhardt hade stora förtjänster vid museets utvidgning och ordnande, men verkade huvudsakligen genom sina föreläsningar (sedan 1809) och författade högst obetydligt. 
Viktigast av hans skrifter är hans Ichthyologiske bidrag til Grönlands fauna (1838) genom att i motsats till gängse åsikter visa att Grönlands djurvärld sluter sig till Nordamerika, ej till Europa. Sedan 1839 var han utnämnt etatsråd. Åren 1822–1828 var Reinhardt en bland utgivarna av Tidsskrift for Naturvidenskaberne och 1829–1838 av Maanedsskrift for Litteratur.
Fiskarna silverskärlånga (Gaidropsarus argentatus)  (Reinhardt, 1837), djuptobis (Ammodytes dubius)  Reinhardt, 1837  och klykskrabb (Icelus bicornis)  (Reinhardt, 1840)  samt svart pigghaj (Centroscyllium fabricii)  (Reinhardt, 1825)  är bland de arter som först beskrevs av Reinhardt. Den mindre hälleflundran, även kallad blåkveite (Reinhardtius hippoglossoides)  (Walbaum, 1792)  är uppkallad efter Reinhardt (släktnamnet Reinhardtius givet av Theodore Gill 1861), liksom flera andra arktiska fiskarter.